# Pásztor László (zenész)
Pásztor László (Budapest, 1945. június 15. –) a Neoton együttes alapítója és vezetője, több tévéfilm és színdarab zeneszerzője, a Magneoton lemezkiadó alapítója, a Warner Music Hungary igazgatója, a Mahasz elnöke.

## Élete
1945-ben született. Negyedikes gimnazista korában kezdett el gitározni. Az egyetemen előfelvételis volt, ezért előtte egy évet segédmunkásként dolgozott a kábelgyárban. Ebben az időben az Orkán együttesben játszott és Peppino di Capri számokat adott elő. Fellépéseik zömében Cinkotán és az Ikarus Művelődési Házban voltak.

### „Ős” Neoton
1965-ben kezdte meg tanulmányait a Közgazdasági Egyetem spanyol–orosz szakán a Budavox Híradástechnikai Külkereskedelmi Társaság ösztöndíjasaként. Végzés után ott is helyezkedett el, közben zenélt. Munkája gyakran járt külföldi utazással, ilyenkor a zenekarban Tátrai Tibor helyettesítette. Másfél év után a zenélést választotta hivatásának. 1965. december 4-én az egyetem Mikulás-napi ünnepségére alapították Galácz Lajossal a Neoton együttest.  Balázs Fecóval, mint billentyűssel kiegészülve az 1968-as Ki mit tud?-os vetélkedőn döntősök voltak a zenekarok kategóriájában. Ebben az időszakban a Közgazdasági Egyetem klubjában próbáltak. 1969 novemberében a Közgazdaságtudományi Egyetem Makarenko utcai Kollégiumában megnyílt első klubjuk, ahol hetente adtak koncertet. Együttese első nagylemeze 1971-ben jelent meg Bolond város címmel, amelyen valamennyi dalt Pásztor László és S. Nagy István írta. 1971-ben a Neoton-együttes felállása a következő volt: szólógitár és vezető: Pásztor László, dob: Rédey Gábor, basszusgitár: Som Lajos, ének: Galácz Lajos, orgona: Balázs Ferenc. Állandónak számító énekesük Karda Beáta volt, akit később is Pásztor László menedzselt.

### Neoton Família
1974 nyarán találkozott össze a Neoton együttes a Kócbabák trióval, és közösen léptek fel a Tessék választani! műsorban. Az együttműködés sikeres volt, és ezt követően Neoton és Kócbabák néven közös koncerteket adtak. Első közös lemezüket 1976-ban adták ki Neoton&Kócbabák címmel. 1977-ben létre jött a Neoton Família, a Kócbabák énekegyüttes bevonásával. Az együttes 1990-ben oszlott fel, ezt követően a régi tagok még két alkalommal, 1998-ban és 2005-ben álltak össze egy-egy nagykoncert erejéig. A 2018-as Neoton-koncerten Pásztor László már nem vett részt.

### Magneoton
1990-ben Erdős Péter halála után a Neoton Família feloszlott. Pásztor László ekkor Jakab Györggyel, Bardóczi Gyulával, Hatvani Emesével és Joós Istvánnal (Zoltán Erika menedzsere) megalapította a Magneoton lemezkiadót, és mellette továbbra is zenélt Jakab Györggyel és Bardóczi Gyulával, egészen Jakab György 1996-ban bekövetkezett haláláig. Emlékére Pásztor László és Bardóczy Gyula egy alapítványt hoztak létre a lassan már feledésbe merülő zenei stílus, a líra  támogatására, amelynek Jakab György nagy mestere volt, úgy is, mint szerző, és úgy is, mint énekes. A díjat első alkalommal 2001-ben adták át.
A Magneoton kiadó fő profilja a könyv-, hanglemez- és kazettakiadás volt. Ezenkívül alapvető feladatnak tartották a fiatal tehetségek felkutatását. Pásztor László a kiadó művészeti igazgatója lett. Olyan neveket és együtteseket menedzseltek, mint Zoltán Erika, a Napoleon Boulevard, az Old Boys, Pierrot, Zámbó Jimmy, Pál Éva, Karda Beáta, a Rapülők, Gergely Róbert, Szulák Andrea, Lui, Edda, Tátrai Band, a Unique és mások. A Magneoton 1992-re piacvezető lett, és ebben az évben elnyerte az Év Kiadója címet. A magyar sztárok menedzselését azt követően is folytatták, hogy 1993-ban a Warner Music Group felvásárolta őket, és Warner Music Hungary néven működtek tovább, amelynek ügyvezető igazgató tisztségét Pásztor látta el. A Warner Music révén olyan külföldi előadók lemezeit adhatták ki, mint Madonna, Eric Clapton, Alanis Morissette, Faith Hill, The Corrs, R.E.M., Pantera, Cher, Scorpions, Chris Rea, Mike Oldfield és mások. A Warner Music idején adták ki a magyar előadók közül a TNT, a Sub Bass Monster, a FreshFabrik, a Heaven Street Seven és az Animal Cannibals lemezeit is. Létrehozták a nemzetközi szakemberek elismerését is kiváltó Aquarium nevű hangstúdiót, amely kulcsszerepet játszik a fiatal tehetségek felkutatásában, és a zenei produkciók gondozásában.
1997-ben a Mahasz elnökévé választották.

## Családja
Felesége Hatvani Emese, több mint száz Neoton-szám szövegének írója. Két lányuk született, Patrícia és Noémi Virág, akik a Neo Tones együttesben folytatták szüleik zenei hagyományait.

## Szerzeményei
Több, mint 300 dal zenéjét szerezte és szövegének írásában vett részt. Legnagyobb sikerű szerzeményei:
- Holnap hajnalig
- Don Quijote
- Volt egy lány
- Marathon
- Karnevál
- Ha elmúlik karácsony

### Filmzenéi
Zeneszerzőként működött közre az alábbi filmeknél:
- Nyolc évszak (magyar tévéfilmsorozat, 1987)
- Adj király katonát! (magyar filmdráma, 1982)
- Pusztai emberek (magyar dokumentumfilm, 1981)

### Színdarabhoz írt zenéi
Zeneszerzőként működött közre az alábbi színdarabnál:
- Szép nyári nap (2009)[27]

## Díjai, elismerései
- eMeRTon-díj (1987) az év lemezsikere
- Huszka Jenő-díj (2000) az év könnyűzeneszerzője
- Artisjus-díj (2001) az év zeneszerzője[28]
- Fonogram Életműdíj (2015)[29]